# Adolf Tüllmann
Adolf Tüllmann (1922-2001) va ser un erotòleg alemany conegut sobretot pels seus llibres de divulgació dels costums eròtics i sexuals als anys 1960 i 1970. Va tractar tant societats allunyades de l’occidental, bé sigui en el temps o en l'espai, com les societats modernes considerades desenvolupades en aquells anys, com l'americana o l'europea. Els seus llibres compten habitualment amb il·lustracions de Rudolf Misliwietz. Es van traduir a diverses llengües, entre les quals l'anglès, el francès, l'italià o l'espanyol.
La seva escriptura segueix els corrents antropològics convencionals de l’època, considerats majoritàriament avui dia eurocentristes i heteropatriarcals, però va contribuir a divulgar pràctiques sexuals diverses i a ampliar el focus de l'erotisme a diferents cultures i èpoques, en consonància amb els corrents emancipadors d'aquells anys.
Tüllmann va morir l'any 2001 i és enterrat al cementiri Friedhof St. Matthias de Berlín.

## Obra publicada
- Lebensmöglichkeiten der Taubstummen bei Naturvölkern und Kulturvol̈kern (Oportunitats per als sordmuts de viure entre els pobles primitius i els civilitzats)
- Das Liebesleben der Naturvölker; eine Darstellung des sexuellen Verhaltens in urtümlichen Gemeinschaften (La vida amorosa dels pobles primitius: Una representació del comportament sexual en comunitats primitives)
- Das Liebesleben des Fernen Ostens, 1964 (La vida amorosa a l'Extrem Orient)
- Das Liebesleben der Kulturvölker : eine Darstellung des sexuellen Verhaltens in hochentwickelten Gemeinschaften (La vida amorosa dels pobles civilitzats: un relat del comportament sexual en comunitats altament desenvolupades)
- Sex und Liebe in USA, 1966 (Sexe i amor als EUA)